# 巴賓 (伊凡諾-法蘭科夫斯克州)
48°16′34″N 25°2′34″E / 48.27611°N 25.04278°E
巴賓（羅馬化：Babyn）是烏克蘭的村落，位於該國西部伊萬諾-弗蘭科夫斯克州，由科索夫區負責管轄，始建於1408年，面積13.56平方公里，2021年該村落人口810。